# 25. lipnja
25. lipnja (25. 6.) 176. je dan godine po gregorijanskom kalendaru (177. u prijestupnoj godini).
Do kraja godine ima još 189 dana.

## Događaji
- 1741. – Marija Terezija Austrijska okrunjena za kraljicu Mađarske i Hrvatske.
- 1767. – Posada brod Dolphin pod zapovjedništvom Samuela Wallisa otkrila je Tahiti; Tobias Furneaux prvi je Europljanin koji je stupio na tlo Tahitija.
- 1788. – Virginia postala 10. savezna država koja je ratificirala Ustav Sjedinjenih Američkih Država.
- 1938. – Douglas Hyde inauguriran za prvog predsjednika Irske.
- 1940. – Drugi svjetski rat: Francuska se službeno predala Njemačkoj.
- 1950. – Izbio je Korejski rat napadom Sjeverne Koreje na Južnu Koreju.
- 1969. – održan najduži meč u Wimbledonu koji je trajao pet sati i dvanaest minuta
- 1999. – SAD ponudile pet milijuna USD za uhićenje Slobodana Miloševića.
- 1991. – Hrvatski sabor je usvojio Ustavnu odluku o suverenosti i samostalnosti Republike Hrvatske. Zajedno s Hrvatskom neovisnost je proglasila i Slovenija.
- 2007. – Osnovana Demokratska zajednica Hrvata, stranka vojvođanskih Hrvata.
- 2013. – Tamim bin Hamad al-Tani postao 8. emir Ujedinjenih Arapskih Emirata.
- 2019. – Na 29. Dan državnosti Republike Hrvatske, svečano otvoren svjetski šahovski turnir u Zagrebu, prvi takav u našoj povijesti. Zanimljivo je da su otvaranju sudjelovala čak tri svjetska prvaka: Kasparov, Anand i Carlsen.

| - 1864. – Walther Hermann Nernst – njemački fiziča i kemičar, dobitnik Nobelove nagrade - 1903. – George Orwell, britanski književnik i novinar († 1950.) - 1913. – Vladimir Ibler, hrvatski akademik, pravnik i profesor († 2015.) - 1923. – Vatroslav Mimica, hrvatski filmski redatelj, glumac i producent - 1953. – Mato Došen, hrvatski glazbeni producent i tekstopisac († 2010.) - 1956. – Anthony Bourdain, američki kuhar († 2018.) - 1960. – Zorica Kondža, hrvatska pjevačica - 1961. – Dražen Scholz, hrvatski bubnjar - 1963. – George Michael, britanski pjevač i glazbenik († 2016.) - 1967. – Damir Polančec, hrvatski političar | - 1014. – Ethelstan Etheling, engleski prijestolonasljednik (* o. 980.) - 1767. – Georg Philipp Telemann, njemački skladatelj (* 1681.) - 1822. – Ernst Theodor Amadeus Hoffmann, njemački književnik (* 1776.) - 1861. – Abdul Medžid I., turski sultan (* 1823.) - 1863. – Johann Karl Ehrenfried Kegel, njemački agronom († 1784.) - 1912. – Lawrence Alma-Tadema, engleski slikar (* 1836.) - 1968. – Ante Šercer, hrvatski liječnik (* 1896.) - 1973. – Vilko Gecan, hrvatski slikar (* 1894.) - 1984. – Michel Foucault, francuski filozof (* 1926.) - 1993. – Drago Bahun, hrvatski glumac (* 1933.) - 2009. – Farrah Fawcett, američka filmska glumica (* 1947.) - 2009. – Michael Jackson, američki pop glazbenik (* 1958.) - 2023. – Koraljka Hrs, hrvatska glumica (* 1941.) |

## Blagdani i spomendani
- Dan državnosti (Slovenija)

## Imendani
- Maksim, Adalbert, Dominik, Vilim, Henrik